# Famille Bruley
Pour les articles homonymes, voir Bruley (homonymie).
La famille Bruley des Varannes olim Bruley est une famille française dites de noblesse inachevée.
Subsistante au XXIe siècle elle fait partie depuis le XVIe siècle des familles de robe de l'ancienne province de Champagne.
Ces renseignements contredisent en partie les indications fournies par l'Armorial de Touraine de 1867, dont l'auteur a été induit en erreur par Georges-Prudent Bruley, d'après une prétendue généalogie trouvée dans ses papiers de famille et qui n'avait pas été contrôlée.

## Filiation
- Edme Bruley ( -1585). Un registre domestique tenu vraisemblablement par Jehan Bruley, son petit-fils, mentionne Edme Bruley comme originaire de Sézanne. Le tombeau d'Edme Bruley se voit encore dans l'église de Bercenay-le-Hayer dans l'Aube devant le maître autel, à gauche, dans le chœur. Notaire au bailliage de Villemort et procureur fiscal de Bercenay-le-Hayer, il meurt le jour de Pâques 1585.
  - Claude Bruley lui succède dans ses charges. Il épouse, en secondes noces, Claude Tusan, et meurt le 9 août 1610, assassiné par Jacques de Madeuil[3], son seigneur, lequel fut condamné par le Parlement, le 8 janvier 1625, à avoir la tête tranchée. L'exécution a eu lieu le jour même en place de Grève à Paris. Claude Bruley[4]. Claude Tusan, sa veuve, est inhumée près de lui en 1637.
    - Jehan Bruley nait à Bercenay-le-Hayer, le 15 novembre 1596. Il épouse, le 31 mai 1621, Marguerite Simon, dont il a onze enfants. Aux charges qu'il tenait de son père, Jehan Bruley ajoute, comme l'indique son tombeau, celle de procureur fiscal à Pouy. Il est aussi maire du Mothoy. Il meurt en novembre 1668, à l'âge de 72 ans. Sa femme aussi repose auprès de lui dans l'église paroissiale. Ils ont fondé à perpétuité deux messes qui se célébraient encore à la fin du XIXe siècle à Bercenay-le-Hayer, les 20 juillet et 9 août de chaque année.
      - Paul Bruley; né à Bercenay-le-Hayer le 4 février 1625. Il hérite de la charge de procureur fiscal à Bercenay-le-Hayer et meurt en février 1670.
      - Anne Bruley (1631-1671) épouse en 1657 Adrian Bourgis ( -1699)
      - Jean Bruley (1635-1722) qui suit.
      - Marguerite Bruley (1641- )
      - Louise Bruley (1646-1695) épouse en 1665 Charles Nioré (1639-1681).

Trois branches ont été formées par le fils aîné Paul et par les deux filles, qui se sont mariées dans les environs ; leurs descendants se sont dispersés à Paris et en Champagne.
- Jean Bruley est né à Bercenay-le-Hayer, le 14 mars 1635. Veuf, en premières noces, de Noémie de Cyris, il épouse le 17 avril 1684, Marie Rivot (1650-1722), à Saint-Maurice-aux-Riches-Hommes. L'acte de mariage indique qu'il était procureur fiscal général de Trancault, Charmoy et autres lieux. Il est aussi notaire et procureur en justice de Villeneuve-Saint-Maurice, grâce au cumul qu'on autorisait alors pour les offices publics. Il meurt en 1722.
  - Prudent Bruley (1686-1761), né du second mariage, le 17 juin 1686, à Saint-Maurice-aux-Riches-Hommes[Note 1]. Il entre très jeune dans le corps des mousquetaires, mais s'étant passionné pour la demoiselle Jeanne Antoinette Poinsignon ( -1744), il ne put l'obtenir qu'à la condition de renoncer à l'état militaire pour se livrer à une profession sédentaire. Il l'épouse en 1714 et quitte l'uniforme pour endosser la robe de procureur au Châtelet où il exerce pendant 45 ans une grande supériorité de talent[5]. Il se disait issu d'une famille noble irlandaise. Son admission dans un corps de militaires réputés officiers, fait présumer qu'il avait fourni les preuves de cette assertion. Il meurt à Paris, le 15 octobre 1761, à l'âge de 76 ans, ne laissant que quatre enfants[6] sur les onze qu'il avait eus. Proche des Jansénistes, il doit sans doute à sa double qualité de commissaire des pauvres et de marguillier de sa paroisse, la faveur d'être inhumé dans le caveau de l'église Saint-Paul de Paris.
    - Bernard-Prudent Bruley (1715-1787), avocat du roi et conseiller au bailliage et siège présidial de Tours. Entré au collège du Plessis, il y fait de brillantes études. Placé ensuite dans l'administration des Domaines, il vient à Tours en qualité de secrétaire de l'Intendance. Parvenu jeune à une Inspection, il allait être nommé directeur, quand de précoces infirmités le firent renoncer à la carrière. Il succède en 1774 à Raphaël de Lavau, oncle de sa femme, de sa charge de président-trésorier de France au bureau des finances de la généralité de Tours qu'il lègue à son fils Prudent-Jean en 1787. Il  épouse en 1758 Catherine Véron de La Croix (1729-1808), nièce de François Véron Duverger de Forbonnais.
      - Prudent-Jean Bruley (1759-1847), magistrat et homme politique. Il épouse en 1784 Marie Valentine Loiseau (1766-1822).
        - Prudent Bruley (1787-1849), sous-préfet de Saumur en août 1830, préfet de Tarn-et-Garonne en novembre 1835, puis préfet de la Sarthe en août 1839. Il épouse en 1825 Élisabeth Lévesque des Varannes (1799-1893).
          - Georges-Prudent Bruley (1830-1898). Il commence sa carrière comme substitut à Beaupréau, puis est nommé à Laval en janvier 1857. Procureur à Mayenne en 1861, il est vice-président du tribunal civil du Mans la même année, puis président à Laval en octobre 1873. Il est glorieusement expulsé de son siège[7] en 1883. Il est l'auteur de plusieurs ouvrages. Il  épouse en 1863 Aline Marie Hubert (1842-1899).
            - Georges-Prudent-Marie Bruley des Varannes (1864-1943), évêque de Monaco de 1920 à 1924.
            - Charles-Prudent Bruley des Varannes (1867-1953), chevalier de la Légion d'honneur.

    - Jean Germain Bruley (1717-1787), avocat au Parlement.  Il est, en même temps que son père, Procureur au Châtelet. Il fait plus tard l'acquisition d'une charge de secrétaire du Roi à Montpellier, charge qui conférait la noblesse au premier degré. Il épouse Marie-Charlotte Lepage (-1820)[Note 2]
      - Denis Germain Bruley (1764-1787), avocat au Parlement. Il meurt dans un duel à Tours, à l'âge de 23 ans.

    - Jacques Prudent Bruley (1725- ). Son mariage avec Anne-Jeanne Auger, à Loches, le fixe dans ce pays où il s'occupa d'agriculture et créa d'importantes pépinières par suite de traités passés avec le gouvernement. À un certain moment il se trouva fort gêné, mais ses deux frères se chargèrent aussitôt de l'éducation de ses enfants.
      - Pierre-Louis Maurice Bruley (1759-1833), président du tribunal civil de Loches jusqu'à sa mort.
      - Marie Bruley (Paris vers 1732-1795) épouse en 1753 Gérard Dorigny, procureur au palais. Veuve, elle épouse en 1759 Julien Patas.
        - Alexandrine-Julienne Patas épouse en 1793, Joseph Robert Aubry, ex-premier président au bureau des finances de Tours et maire de Tours.
          - Laure Julie Joséphine Remonde Aubry, née à Tours en 1895. Elle épouse en 1813, M. Le Breton de Vonne, riche propriétaire, appartenant à la noblesse chinonnaise.  L'aîné d'entre eux, Hyppolite Le Breton de Vonne est assassiné, le 2 juillet 1871, à Saché, où il était maire[Note 3].

## Galerie de portraits

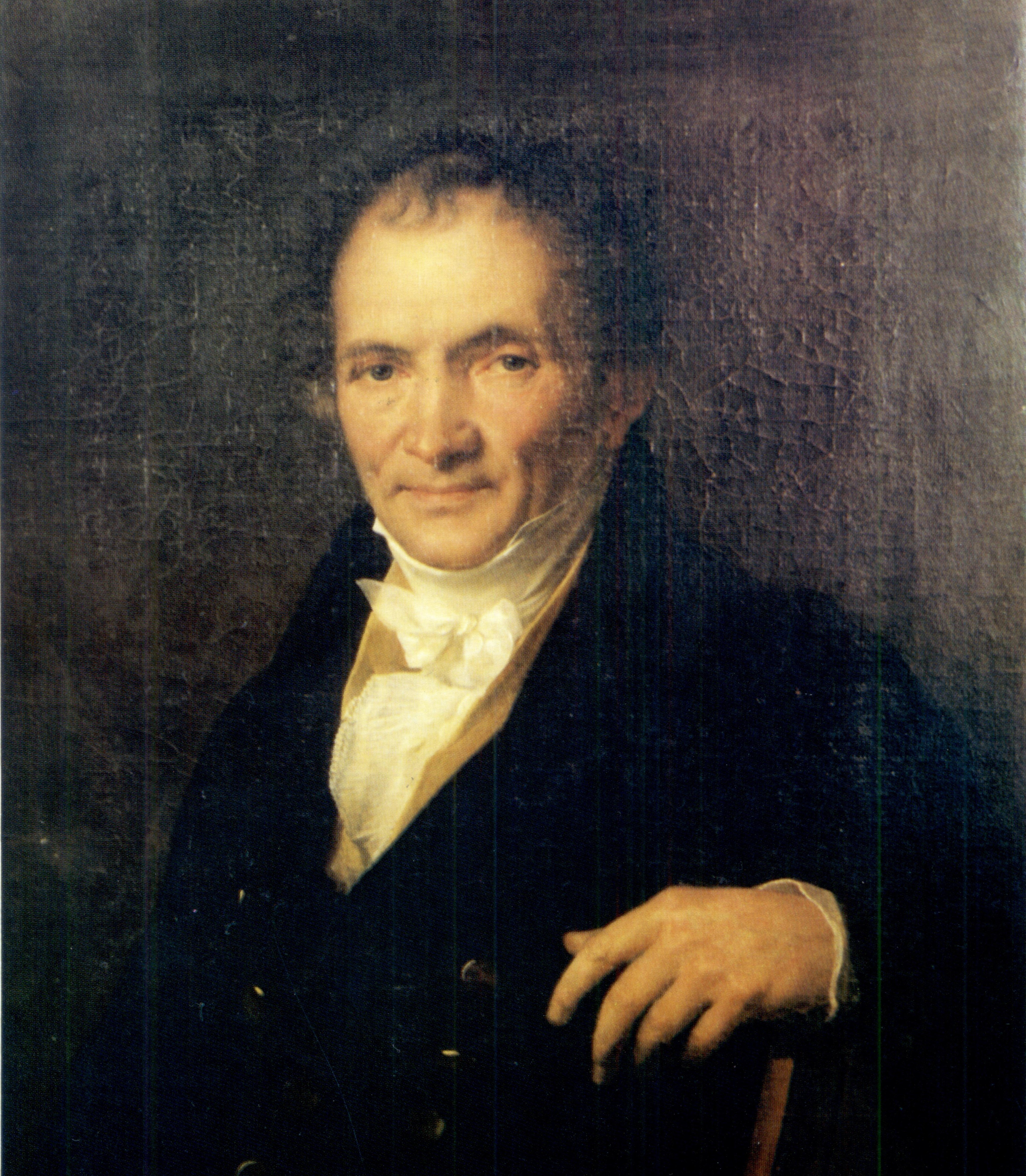
Prudent-Jean Bruley, Président du Conseil général d'Indre-et-Loire, (1759-1847)
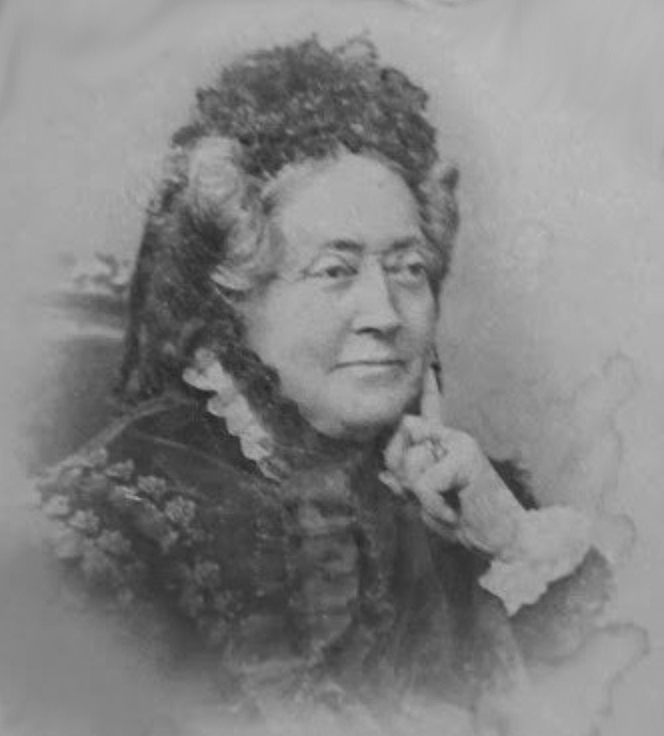
Elisabeth Lévesque des Varannes(1799-1893), épouse de Prudent Bruley
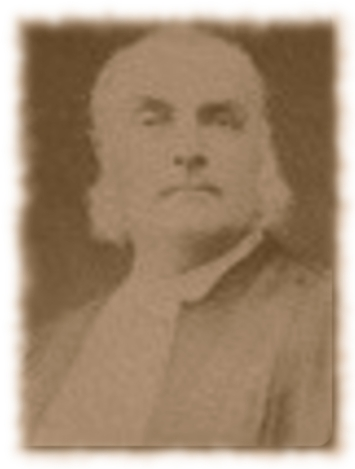
Georges-Prudent Bruley, Président Tribunal de grande instance de Laval, (1830-1883)
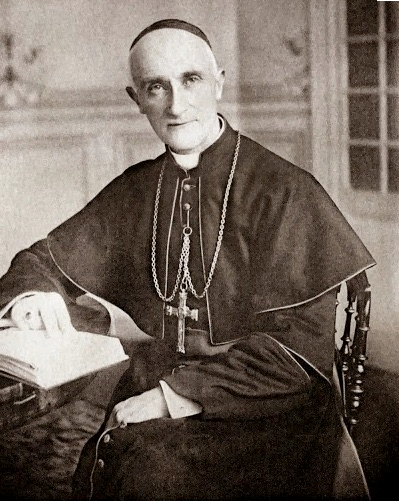
Mgr Georges Bruley des Varannes, Évêque de Monaco, Archevêque titulaire de Claudiopolis-en-Honoriade (de), (1864-1889)

## Armoiries
| Armes | Famille Bruley |
| ----- | --- |
|       | portions d'argent au chevron d'azur accompagné en chef de deux grenades de gueules, tigées et feuillées de sinople et d'un fer de lance de gueules fûté de sable en pointe. Devise : Gratia et pax a Deo. Grâce et paix de Dieu |